# روبين داريو أكوستا
روبين داريو أكوستا (بالإسبانية: Rubén Acosta)‏ هو دراج كولومبي، ولد في 20 أغسطس 1996.

## وصلات خارجية
- روبين داريو أكوستا على موقع إحصائيات الدراجات الإحترافية (الإنجليزية)
- روبين داريو أكوستا على موقع نسبة الدراجات (الإنجليزية)